# Europese PGA Tour 1977
De Europese PGA Tour 1977 was het zesde seizoen van de Europese PGA Tour en werd georganiseerd door de Britse Professional Golfers' Association. Het seizoen bestond uit 23 toernooien.
Dit seizoen stond er twee nieuwe toernooien op de kalender: de Callers of Newcastle en het Tournament Players Championship. De Piccadilly Medal verdween van de kalender.

## Kalender
| Data  | Data  | Toernooi                             | Baan                             | Land                     | Winnaar           | Score     | Info           |
| ----- | ----- | ------------------------------------ | -------------------------------- | ------------------------ | ----------------- | --------- | -------------- |
| 06-04 | 09-04 | Portuguese Open                      | Penina Golf & Resort Le Meridien | Portugal                 | Manuel Ramos      | 287 (-5)  |                |
| 13-04 | 16-04 | Spanish Open                         | La Manga Club                    | Spanje                   | Bernard Gallacher | 277 (-11) |                |
| 20-04 | 23-04 | Madrid Open                          | Real Club de la Puerta de Hierro | Spanje                   | Antonio Garrido   | 278 (-10) |                |
| 28-04 | 01-05 | Italian Open                         | Golf Club Monticello             | Italië                   | Ángel Gallardo    | 286 (-2)  |                |
| 06-05 | 09-05 | French Open                          | Golf du Touquet                  | Frankrijk                | Seve Ballesteros  | 282 (-6)  |                |
| 11-05 | 15-05 | Benson & Hedges Festival             | Fulford Golf Club                | Engeland                 | Antonio Garrido   | 280 (-4)  |                |
| 18-05 | 21-05 | Sun Alliance Match Play Championship | Stoke Park Country Club          | Engeland                 | Hugh Baiocchi     | -         |                |
| 25-05 | 28-05 | Penfold PGA Championship             | Royal St George's Golf Club      | Engeland                 | Manuel Piñero     | 283 (+3)  |                |
| 02-06 | 05-06 | Kerrygold International Classic      | Waterville Golf Links            | Ierland                  | Liam Higgins      | 287 (-1)  |                |
| 08-06 | 11-06 | Martini International                | Blairgowrie Golf Club            | Wales                    | Greg Norman       | 277 (-15) |                |
| 16-06 | 19-06 | Greater Manchester Open              | Wilmslow Golf Club               | Engeland                 | Eamonn Darcy      | 269 (-11) |                |
| 22-06 | 25-06 | Uniroyal International Championship  | Moor Park Golf Club              | Engeland                 | Seve Ballesteros  | 276 (-12) |                |
| 06-07 | 09-07 | The Open Championship                | Turnberry Golf Club              | Schotland                | Tom Watson        | 268 (-12) |                |
| 14-07 | 17-07 | Swiss Open                           | Golf Club Crans-sur-Sierre       | Zwitserland              | Seve Ballesteros  | 273 (-7)  |                |
| 15-07 | 18-07 | Scandinavian Enterprise Open         | Drottningholms GK                | Zweden                   | Bob Byman         | 275 (-13) |                |
| 28-07 | 31-07 | Callers of Newcastle                 | Whitley Bay Golf Club            | Engeland                 | John Fourie       | 282 (0)   | Nieuw toernooi |
| 04-08 | 07-08 | German Open                          | Golfclub Düsseldorf              | Bondsrepubliek Duitsland | Tienie Britz      | 275 (-13) |                |
| 11-08 | 14-08 | Dutch Open                           | Kennemer Golf & Country Club     | Nederland                | Bob Byman         | 278 (-10) |                |
| 16-08 | 17-09 | Skol Lager Individual                | Gleneagles                       | Schotland                | Nick Faldo        | 139 (-1)  |                |
| 25-08 | 28-08 | Carroll's Irish Open                 | Potmarnock Golf Club             | Ierland                  | Hubert Green      | 283 (-5)  |                |
| 07-09 | 10-09 | Tournament Players Championship      | Foxhills Golf Club               | Engeland                 | Neil Coles        | 288 (-4)  | Nieuw toernooi |
| 28-09 | 01-10 | Dunlop Masters                       | The Wentworth Club               | Engeland                 | Guy Hunt          | 291 (+7)  |                |
| 13-10 | 16-10 | Trophée Lancôme                      | Golf de Saint-Nom-la-Bretèche    | Frankrijk                | Graham Marsh      | 273 (-15) |                |

## Order of Merit
De Order of Merit wordt gebaseerd op basis van een puntenstelsel en niet op basis van het verdiende geld.
| Rang | Speler           | Land             | Prijzengeld (£) |
| ---- | ---------------- | ---------------- | --------------- |
| 1    | Seve Ballesteros | Spanje           | 46.436          |
| 2    | Hugh Baiocchi    | Zuid-Afrika      | 32.251          |
| 3    | Antonio Garrido  | Spanje           | 21.581          |
| 4    | Manuel Piñero    | Spanje           | 26.569          |
| 5    | Bob Byman        | Verenigde Staten | 19.452          |
| 6    | Brian Barnes     | Schotland        | 17.557          |
| 7    | Peter Dawson     | Engeland         | 17.583          |
| 8    | Nick Faldo       | Engeland         | 23.978          |
| 9    | Francisco Abreu  | Spanje           | 13.294          |
| 10   | Ángel Gallardo   | Spanje           | 14.765          |